# Shahnaz
Shahnaz (arabisch, persisch: شهناز; Urdu: شہناز) ist ein weiblicher und männlicher Vorname.

## Herkunft und Bedeutung
Der Vorname bedeutet Stolz des Königs und besteht aus den persischen Elementen شاه (Schah) für König und ناز (Naz) für Stolz.
Namensvarianten sind zum Beispiel Şahnaz (türkisch, aserbaidschanisch) und Shahnoza (usbekisch).

## Bekannte Namensträger
- Shahnaz Munni (* 1969), bangladeschische Journalistin und Autorin
- Shahnaz Pahlavi (* 1940), iranische Prinzessin, älteste Tochter des Schahanschah Mohammad Reza Pahlavi